# Baradero (ville)
Pour les articles homonymes, voir Baradero.
Baradero, ou Santiago del Baradero, est une localité argentine située dans le partido homonyme, dans la province de Buenos Aires.

## Toponymie
Tous les documents trouvés attestent que Santiago del Varadero a été créé en 1615 sous le patronage de Santiago Apóstol. C'est pourquoi le 25 juillet a été consacré comme le jour de sa fondation, bien qu'il n'y ait pas de documents qui le certifient. Dans tous les témoignages documentaires, le réduit est mentionné comme une ville, avec le nom de Santiago et le nom militaire de Varadero, Baradero et aussi Barradero, dans quelques cas. Sans doute doit-elle son nom au fait que dans sa rivière, en raison de son lit boueux, « les navires s'échouaient sans risque d'être endommagés », comme le disent les chroniques espagnoles.

## Démographie
La localité compte 28 537 habitants (Indec, 2010), ce qui représente une augmentation de 14 % par rapport au recensement précédent de 2001 qui comptait 24 901 habitants.

## Religion
| Diocèse  | Zárate-Campana                            |
| -------- | ----------------------------------------- |
| Paroisse | Nuestra Señora de Luján, Santiago Apóstol |

## Jumelages
- Châtel-Saint-Denis (Suisse) depuis 2006[2]

## Personnalités
- Darío Cvitanich, footballeur